# Allocation aux adultes handicapés
Pour les articles homonymes, voir AAH.
L'allocation aux adultes handicapés (AAH) est une prestation sociale versée en France par la Caisse d'allocations familiales (Caf) ou par la Mutualité sociale agricole (MSA) aux personnes atteintes d'un handicap ou d'une maladie chronique ou invalidante, créée par la loi du 30 juin 1975. C'est un minimum social dont le versement est soumis à des conditions médicales examinées par les Commission des droits et de l'autonomie des personnes handicapées (CDAPH) et des conditions administratives étudiées par les organismes payeurs (Caf et MSA).

## Historique

### Le handicap avant la loi du30 juin 1975
Avant 1960, la personne handicapée était considérée comme une personne déficiente. Quel que soit le handicap, la société voyait la personne handicapée comme infirme et l'intégration était très difficile, voire inexistante. C'est à partir de 1960 que la France prend conscience de la condition de vie des personnes handicapées.

### Loi du 30 juin 1975
La loi du 30 juin 1975 est une loi d'orientation qui détermine la situation juridique et sociale des personnes handicapées. Elle précise que l'intégration des handicapés est devenue un objectif majeur dans la politique sociale.
Cette loi crée deux prestations, l'allocation d'éducation spéciale (AES) (devenue depuis l'allocation d'éducation de l'enfant handicapé [AEEH]) concernant les enfants handicapés, et l'AAH pour les adultes. En même temps sont constituées des commissions chargées de reconnaître le taux de handicap, les Commissions départementales de l'éducation spéciale (CDES) pour les enfants et les Commissions techniques d'orientation et de reclassement professionnel (COTOREP) pour les adultes. Les personnes handicapées reçoivent désormais une aide financière qui va les aider à sortir de l'exclusion.
L’AAH créée par la loi no 75-534 du 30 juin 1975, constitue avec le complément de ressources une garantie de ressources pour les personnes handicapées (loi pour l’égalité des droits et des chances, la participation et la citoyenneté des personnes handicapées, no 2005-102 du 11 février 2005, Journal officiel du 12).

### Loi du 11 février 2005
La loi no 2005-102 du 11 février 2005, parue au Journal officiel du 12 février 2005
améliore la précédente loi datant de 1975, l'objectif social est dorénavant  l’égalité des droits et des chances, la participation et la citoyenneté des personnes handicapées. Cette loi est toujours en vigueur.
Son objectif, dans un principe général de non-discrimination, est de favoriser l'intégration des personnes handicapées à la vie sociale sous tous ses aspects en tenant compte des spécificités de chaque handicap. Elle s'appuie sur une série de mesures concernant la scolarité, l'emploi, les ressources, l'accessibilité aux lieux publics et privés, aux transports et à l'information.
Elle fusionne les CDES et les COTOREP en un seul organisme, les CDAPH au sein des MDPH qu'elle crée dans le but de simplifier les démarches et d'améliorer l'accompagnement des personnes handicapées. Elle remplace l'ancienne Allocation compensatrice pour tierce personne et l'ancienne Allocation compensatrice frais professionnels par la prestation de compensation du handicap (PCH) qui reconnaît un droit à compensation du handicap.
Cette loi a globalement peu d'impact immédiat sur l'allocation adulte handicapé proprement dite. Elle entraîne cependant le remplacement du complément d'allocation aux adultes handicapés (à ne pas confondre avec le complément de ressources à l'allocation aux adultes handicapés|complément de ressources (CR)) par la majoration pour la vie autonome (MVA). Il faudra attendre la loi de finances no 2008-1425 du 27 décembre 2008 pour voir supprimée (à partir du 1er janvier 2009) la condition d'inactivité de douze mois pour les bénéficiaires ayant un taux d'incapacité compris entre 50 et 80 % et le décret no 2010-1403 du 12 novembre 2010 pour que soit mise en place, à partir du 1er janvier 2011, la « trimestrialisation » de l'AAH, c'est-à-dire le calcul de la prestation sur la base de ressources trimestrielles et non plus annuelles pour les personnes exerçant une activité professionnelle en milieu ordinaire de travail (les ressources provenant d'une activité en ESAT n'étant pas concernées).

### Histogramme des allocataires
Lors de sa mise en place en 1975 l'AAH concernait 100 000 bénéficiaires. Vingt ans plus tard, en 1995, elle est versée à 500 000 personnes.
Population d'allocataires de l'AAH en France depuis décembre 1978.
| 1978 |  | 243000 |  |

| 1980 |  | 356000 |  |

| 1982 |  | 428000 |  |

| 1984 |  | 458000 |  |

| 1986 |  | 459000 |  |

| 1988 |  | 491000 |  |

| 1990 |  | 549000 |  |

| 1992 |  | 578000 |  |

| 1994 |  | 595000 |  |

| 1996 |  | 609000 |  |

| 2000 |  | 671000 |  |

| 2004 |  | 727000 |  |

| 2006 |  | 745000 |  |

| 2010 |  | 850000 |  |

| 2011 |  | 924000 |  |

| 2012 |  | 964000 |  |

| 2015 |  | 1062300 |  |

| 2017 |  | 1129300 |  |

| 2020 |  | 1201000 |  |

| 2022 |  | 1258000 |  |

- Source de décembre 1978 à décembre 1996 - Source au 31 décembre 1999 - Source pour 2004 et décembre 2006 - Source pour 2010 - Source pour 2011 - Source pour 2012 - Source pour 2015
. Source 2017. Source 2020-2022.

## Généralités
L’Allocation aux Adultes Handicapés (AAH) est un minimum social qui garantit des ressources minimales aux personnes handicapées reconnues comme telles par la  Commission des Droits et de l'Autonomie des Personnes Handicapées (CDAPH),. S’y ajoute éventuellement des « compléments » forfaitaires :
- le Complément de Ressources à l'allocation aux adultes handicapés (CR)[11] était un forfait versé en l'absence de revenus d'activité pendant au moins douze mois aux personnes handicapées dont la capacité de travail est très réduite. Additionné à l'AAH, il constituait la garantie de ressources. Son montant était de 179,31 euros par mois[27]. Supprimé depuis le 1er décembre 2019[28].
- la Majoration pour la Vie Autonome (MVA)[12] est destinée à permettre aux personnes adultes handicapées de couvrir les dépenses supplémentaires qu’elles ont à supporter pour les adaptations nécessaires à une vie autonome à domicile (aide pour l'aménagement  du domicile[29],[30], modification ou  changement du véhicule pour un plus adapté[31] etc.) D'un montant mensuel de 104,77 euros[32], elle remplace le complément d'AAH (qui était de 100,50 euros[33]).

Ces deux compléments ne sont pas cumulables entre eux : la personne qui remplit les conditions d’octroi de ces deux avantages doit choisir de bénéficier de l’un ou de l’autre.
L'AAH et ses compléments sont versés par les Caisses d'allocations familiales ou par les Mutualités sociales agricoles mais financés par l’État. Leur attribution est subordonnée à des conditions médicales appréciées par la  CDAPH et à des conditions administratives étudiées par la Caf ou la MSA. Les voies de recours sont différentes selon que la décision contestée est d'ordre médical ou d'ordre administratif.
Le montant de l'AAH dépend des revenus du foyer et du nombre d'enfants à charge. Un couple peut percevoir deux AAH si les conditions médicales et administratives sont remplies pour chacun d'eux. L'allocation aux adultes handicapés n'est pas imposable. Elle est incessible et insaisissable sauf pour le paiement des frais d'entretien de la personne handicapée. La prescription est biennale.
Le fait de percevoir l'allocation aux adultes handicapés permet l'affiliation à l'assurance maladie et maternité, l'exonération de la taxe d'habitation et le bénéfice de la réduction sociale téléphonique.
Les dispositions relatives à l’AAH figurent dans le code de la sécurité sociale aux articles L.821-1 à L.821-8, R.821-1 à R.821-15, D.821-1 à D.821-8 et dans le code de l’action sociale et des familles, article L.244-1.
La Cour des comptes souligne en 2019 les coûts de l'AAH et réclame une « détection des demandes frauduleuses », sans toutefois fournir aucune donnée sur ces supposées fraudes. L'APF France handicap juge ces recommandations « inquiétantes car elles jettent la suspicion sur les bénéficiaires de l’AAH, remettent en cause l’accès effectif aux droits et se situent dans une seule perspective de soutenabilité financière de la dépense pour l’État ». L’APF critique la « présomption de fraude potentielle à l’AAH » qui tient d’une « représentation erronée des démarches des bénéficiaires de minima sociaux alors que plusieurs études ont démontré que la fraude sociale était résiduelle et qu’il s’agissait bien souvent d’erreurs des allocataires et non d’une volonté délibérée de frauder ».

## Conditions d'ouverture de droit à l'allocation aux adultes handicapés

### Conditions médicales
La législation prévoit que l'AAH peut être attribuée :
- si le taux d'incapacité est égal ou supérieur à 80 %
- si le taux d'incapacité est au moins égal à 50 % et inférieur à 80 % avec la condition restrictive que le handicap entraîne une restriction substantielle et durable d'accès à un emploi d'au moins une année.

Ces conditions sont appréciées par la CDAPH en fonction d'un guide-barème,.
L’allocation aux adultes handicapés attribuée au titre d’une incapacité d’au moins 80 % est accordée pour une période au moins égale à un an et au plus égale à dix ans (durée portée de cinq à dix ans par le décret du 30 décembre 2019, en vigueur depuis le 1er janvier 2020). Toutefois, l’allocation est attribuée sans limitation de durée à toute personne qui présente un taux d’incapacité permanente d’au moins 80 % et dont les limitations d’activité ne sont pas susceptibles d’évolution favorable, compte tenu des données de la science.
L’AAH attribuée au titre d’un taux d’incapacité compris entre 50 et 79 % est accordée pour une période de 1 à 2 ans. La période d’attribution de l’allocation peut excéder deux ans sans toutefois dépasser cinq ans si le handicap et la restriction substantielle et durable pour l’accès à l’emploi ne sont pas susceptibles d’une évolution favorable au cours de la période d’attribution.
L'AAH peut être complétée par le complément de ressources (qui a pris fin en décembre 2019 pour les nouveaux entrants) ainsi que de la majoration pour la vie autonome (MVA), qui sont attribués pour des durées d'un à dix ans, exclusivement à partir du taux de handicap de 80 %. Le taux de 80 % d'incapacité ouvre droit à la carte Mobilité Inclusion invalidité.
La décision de la CDAPH est susceptible de recours devant le tribunal du contentieux de l'incapacité (TCI).

### Conditions administratives
Les principales conditions administratives s'établissent ainsi : 
- il faut résider en France de manière habituelle (au moins six mois par an).
- il n'y a pas de condition de nationalité mais les étrangers non ressortissants de l'EEE doivent posséder un titre de séjour en cours de validité et les ressortissants de l'EEE ou de la Confédération suisse doivent remplir des conditions de droit au séjour.
- il faut ne plus pouvoir être bénéficiaire de l'AEEH[40], autrement dit il faut être âgé de vingt ans ou plus, ou éventuellement de plus de seize ans (âge de fin de la scolarité obligatoire en France) pour les jeunes n'étant plus considérés comme à la charge effective et permanente d'une personne physique pouvant percevoir une prestation familiale en leur faveur.
- le bénéficiaire ne doit pas percevoir personnellement un avantage vieillesse ou invalidité ou une rente accident du travail d'un montant mensuel supérieur au montant maximum de l'AAH[41] (voir tableau ci-dessous).
- les revenus nets catégoriels[note 2],[37] du foyer doivent être inférieurs à un plafond qui est fonction de la situation familiale et du nombre d'enfants à charge.
- il est nécessaire de déposer une demande auprès de la MDPH[42], le droit étant ouvert à partir du mois qui suit cette demande[43].

Il n'existe pas stricto sensu d'âge maximum pour bénéficier de l'AAH, sauf pour les bénéficiaires ayant un taux d'incapacité compris entre 50 et 79 %. Dans ce cas, le droit cesse « à l'âge auquel le bénéficiaire est réputé inapte au travail », c'est-à-dire « à l'âge minimum auquel s'ouvre le droit à pension de vieillesse », soit soixante-deux ans pour les bénéficiaires nés à compter du 1er janvier 1956. Pour les bénéficiaires nés entre le 1er janvier 1951 et le 1er janvier 1956, cet âge varie de 60 à 62 ans en fonction de leur date de naissance. Quel que soit le taux d'incapacité, le droit cesse dès qu'il y a perception d'avantage vieillesse d'un montant au moins égal à l'AAH, donc au plus tard à 67 ans.
L'étude administrative est effectuée par les organismes débiteurs de la prestation, à savoir les CAF et les MSA.
Les contestations relatives à ces conditions administratives doivent être formulées auprès de la commission de recours amiable de l'organisme qui a émis la décision. Les litiges sont ensuite susceptibles de recours devant le tribunal des affaires de sécurité sociale.

## Montant de l'allocation aux adultes handicapés
Le montant de l'AAH peut varier selon la situation professionnelle, les ressources, la situation de famille et le nombre de personnes à charge du bénéficiaire. Il est toujours calculé par référence à un montant maximum (AAH taux plein) fixé par décret. L'AAH taux plein est versée en l'absence totale d'autre revenu du bénéficiaire et de son éventuel conjoint, concubin ou partenaire d'un PACS. En présence de ressources, une prestation différentielle peut être versée. D'autre part, en cas d'hospitalisation, de placement en maison d'accueil spécialisée ou d'incarcération d'une durée de plus de soixante jours, l'AAH est réduite.

### AAH taux plein
Jusqu'au 31 décembre 2015, l'AAH taux plein est revalorisée annuellement selon un coefficient au moins égal à l'évolution prévisionnelle des prix à la consommation hors tabac prévue dans le rapport économique, social et financier annexé à la loi de finances pour l'année considérée.
Jusqu'en 2007, l'AAH était réactualisée une fois par an, généralement en début d'année. À partir de 2008, elle augmente début janvier puis durant le deuxième semestre. En 2013, une revalorisation de 1,75 % a lieu en septembre.
Depuis le 1er janvier 2016, l'AAH est revalorisée « le 1er avril de chaque année par application du coefficient mentionné à l'article L. 161-25 [du Code de la sécurité sociale] », c'est-à-dire « sur la base d'un coefficient égal à l'évolution de la moyenne annuelle des prix à la consommation, hors tabac, calculée sur les douze derniers indices mensuels de ces prix publiés par l'Institut national de la statistique et des études économiques l'avant-dernier mois qui précède la date de revalorisation des prestations concernées. Si ce coefficient est inférieur à un, il est porté à cette valeur. » La revalorisation tient compte désormais de l'évolution des prix constatés et se fait a posteriori.
| Année | Echéances   | Montant AAH taux plein | Echéances   | Montant AAH taux plein | Echéances              | Montant AAH taux plein | pouvoir d'achat ref. indice Français des prix à la consommation : euros de l'an 2000 |  |
| ----- | ----------- | ---------------------- | ----------- | ---------------------- | ---------------------- | ---------------------- | ------------------------------------------------------------------------------------ |  |
| 2000  |             |                        | 1er juillet | 3 575,83 F,            |                        |                        | 545,13                                                                               |  |
| 2001  | 1er janvier | 3 654,30 F,            |             |                        |                        |                        | 547,78                                                                               |  |
| 2002  | 1er janvier | 569,38 €               |             |                        |                        |                        | 551,045                                                                              |  |
| 2003  | 1er janvier | 577,92 €               |             |                        |                        |                        | 548,88                                                                               |  |
| 2004  | 1er janvier | 587,74 €               |             |                        |                        |                        | 546,72                                                                               |  |
| 2005  | 1er janvier | 599,49 €               |             |                        |                        |                        | 557,657                                                                              |  |
| 2006  | 1er janvier | 610,28 €               |             |                        |                        |                        | 556,017                                                                              |  |
| 2007  | 1er janvier | 621,27 €               |             |                        |                        |                        | 556,569                                                                              |  |
| 2008  | 1er janvier | 628,10 €               |             |                        | 1er septembre          | 652,6 €                | 545,1 au 1er janvier                                                                 |  |
| 2009  |             |                        | 1er avril   | 666,96                 | 1er septembre          | 681,63 €               | 550,9 au 1er janvier                                                                 |  |
| 2010  | 1er janvier | 681,63                 | 1er avril   | 696,63 €               | 1er septembre          | 711,95 €               | 574,87 au 1er janvier                                                                |  |
| 2011  |             |                        | 1er avril   | 727,61 €               | 1er septembre          | 743,62 €               | 591 au 1er janvier                                                                   |  |
| 2012  |             |                        | 1er avril   | 759,98 €               | 1er septembre          | 776,59 €               |                                                                                      |  |
| 2013  | 1er janvier | 776,59 €               |             |                        | 1er septembre          | 790,18 €               |                                                                                      |  |
| 2014  |             |                        |             |                        | 1er septembre          | 800,45 €               |                                                                                      |  |
| 2015  |             |                        |             |                        | 1er septembre          | 807,65 €               |                                                                                      |  |
| 2016  |             |                        | 1er avril   | 808,46 €               |                        |                        |                                                                                      |  |
| 2017  |             |                        | 1er avril   | 810,89 €               |                        |                        |                                                                                      |  |
| 2018  |             |                        | 1er avril   | 819 €                  | allocation de novembre | 860 €                  |                                                                                      |  |
| 2019  |             |                        |             |                        | allocation de novembre | 900 €                  |                                                                                      |  |
| 2020  |             |                        | 1er avril   | 902,70 €               |                        |                        |                                                                                      |  |
| 2021  |             |                        | 1er avril   | 903,60 €               |                        |                        |                                                                                      |  |
| 2022  |             |                        | 1er avril   | 919,86 €               | 1er juillet            | 956,65 €               |                                                                                      |  |
| 2023  |             |                        | 1er avril   | 971,37 €               |                        |                        |                                                                                      |  |
| 2024  |             |                        | 1er avril   | 1016,05 €              |                        |                        |                                                                                      |  |
| 2025  |             |                        | 1er avril   | 1033,32 €              |                        |                        |                                                                                      |  |

Un des engagements de la campagne présidentielle de Nicolas Sarkozy était d'augmenter l'AAH de 25 % au cours de son mandat. Son mandat ayant commencé en mai 2007 et s'étant terminé en mai 2012, la hausse a été de 22,32 % pendant son mandat, portant le montant de l'AAH de 621,27 euros (montant avant son mandat) à 759,98 euros (dernière hausse lors de son mandat). La hausse substantielle de 25 % promise, soit 155,32 euros s'est étalée jusqu'au 1er septembre 2012.
À titre de comparaison, sous la présidence de François Hollande, l'AAH mensuelle est passée de 759,98 euros à 810,89 euros, soit une augmentation de 6,7 % seulement.
Comme Nicolas Sarkozy, Emmanuel Macron a inclus l'AAH dans ses engagements de campagne et annoncé que l'AAH serait augmentée « de 100 euros par mois », ce qui aurait représenté une hausse de 12,3 %.

### AAH différentielle
L'AAH est soumise à condition de ressources :
D'une part, si le bénéficiaire perçoit un avantage vieillesse, invalidité ou une rente accident du travail, l'AAH mensuelle cumulée à cet avantage ne peut être supérieure à l'AAH mensuelle à taux plein. Une allocation différentielle peut être versée. Son montant maximum est égal à la différence entre l'AAH taux plein et l'avantage reçu. Certains avantages liés à l'invalidité ne sont toutefois pas pris en compte. C'est le cas par exemple des rentes constituées à titre onéreux par la personne handicapée  elle-même (de type assurance) ou de la majoration pour tierce personne.
D'autre part, l'AAH n'est due que si les revenus nets catégoriels du foyer sont inférieurs à un plafond fixé par décret, fonction de la situation familiale et du nombre de personnes à charge de la personne handicapée.
Ce montant est calculé différemment selon que le bénéficiaire est sans activité, exerce une activité en milieu ordinaire de travail ou exerce une activité en établissement et service d'aide par le travail (ESAT).

#### Bénéficiaire sans activité
Pour le bénéficiaire sans aucune activité professionnelle, le plafond annuel de ressources s'élève à douze fois le montant de l'AAH taux plein s'il s'agit d'une personne isolée. Il est majoré de 81 % si le bénéficiaire vit en couple. Ce taux était de 100 % jusqu'au 3 novembre 2018, de 89 % entre le 4/11/2018 et le 14/10/2019, ces diminutions du plafond étant simultanées des revalorisations intervenues alors. Chaque enfant à charge augmente de six fois l'AAH taux plein.
Depuis le 1er janvier 2022, les ressources annuelles du conjoint qui ne perçoit pas l'AAH (définies à l'article D. 821-8-1 du Code de la sécurité sociale) bénéficient d'un abattement de 5000€ (majoré de 1400€ par enfant à charge) avant d'être prises en compte.
Plafonds de ressources en euros :
| Date               | Personne seule | Couple   | En plus par enfant à charge |
| ------------------ | -------------- | -------- | --------------------------- |
| 1er septembre 2012 | 9319,08        | 18638,16 | 4659,54                     |
| 1er septembre 2013 | 9482,16        | 18964,32 | 4741,08                     |
| 1er septembre 2014 | 9605,40        | 19210,80 | 4802,70                     |
| 1er septembre 2015 | 9691,85        | 19383,80 | 4845,92                     |
| 1er janvier 2022   | 10843,00       | 19626,00 | 5422,00                     |

Le montant mensuel de l'AAH est égal à la différence entre le plafond annuel applicable à la situation et le montant annuel des revenus nets catégoriels divisée par douze. Il est révisé chaque année au 1er janvier en fonction d'une nouvelle année de ressources, à chaque revalorisation du montant de l'AAH taux plein et à chaque changement de situation ayant une incidence sur le montant du revenu net catégoriel ou sur le plafond pris en compte.

#### Bénéficiaire en milieu ordinaire de travail
Le montant de l'AAH est calculé en fonction des revenus d'activité. La personne bénéficiaire de l'AAH doit effectuer auprès de sa Caisse d'allocations familiales (Caf) une déclaration trimestrielle de ses ressources soit en remplissant un formulaire, soit directement en ligne sur le site de la Caf.

#### Bénéficiaire en ESAT
Le montant de l'AAH est calculé en fonction des revenus d'activité. Les ressources sont évaluées à partir des données de l'avant-dernière année qui sont transmises par le service des impôts. Toutefois, le calcul des droits peut être trimestriel si la personne bénéficiaire de l'AAH débute en Ésat après avoir eu une activité professionnelle en milieu ordinaire.

#### AAH réduite
L'AAH est réduite en cas d'hospitalisation, de placement en maison d'accueil spécialisée ou d'incarcération d'une durée de plus de soixante jours (sauf exceptions).

## Aides complémentaires
Sous certaines conditions, l'AAH peut être cumulée avec : 
- la majoration pour la vie autonome[82],[83] ;
- le complément de ressources[84],[83].

Ces deux prestations ne sont pas cumulables entre elles : la personne, qui remplit les conditions d’octroi de ces deux avantages, doit choisir de bénéficier de l’un ou de l’autre.
Le complément de ressources est supprimé à partir du 1er décembre 2019, au profit de la seule majoration pour la vie autonome. Cependant, les handicapés qui perçoivent le complément de ressources peuvent en bénéficier jusqu'au plus tard en 2029.
A noter que les bénéficiaires de l'AAH peuvent demander la Complémentaire santé solidaire (CSS ou C2S), une aide de l'Etat pour payer les dépenses de santé. Il suffit simplement que les ressources ne dépassent pas les plafonds d'attribution. En cas de revalorisation exceptionnelle de l’AAH, un abattement est appliqué sur le montant, afin de permettre "aux allocataires concernés de pouvoir continuer à bénéficier de la C2S dans les mêmes conditions que si celles-ci n’avaient pas eu lieu".

## Conjugalisation
Si une personne touchant l'AAH se met en couple avec une personne éligible au RSA, le RSA ne sera plus versé du tout, et le couple devra se partager l'allocation AAH.
Dans le cas d'un couple ayant un enfant, l'allocation AAH ne sera plus versée pour 2 personnes, mais pour 3, et avec le même montant que pour une personne handicapée célibataire. Une allocation d'environ 150 euros supplémentaire n'est versée que pendant les premières années afin de subvenir aux frais que coûte un enfant en bas âge, mais est supprimé par la suite. Ainsi le tableau présenté précédemment indiquant le montant d'une AAH peut correspondra à ce qui est versé pour 1, 2 ou 3 personnes, en fonction du nombre de personne présente dans le foyer.
Les personnes au RSA ayant l'interdiction d'avoir le statut étudiant, sous peine de voir le versement de leur allocation supprimé, cette restriction ne s'applique plus si cette personne est en couple avec une personne handicapée, car le versement du RSA est déjà supprimé.
Les personnes au RSA ayant pour obligation d'avoir des rendez vous avec un(e) assistant(e) social, cette obligation disparaît également, lorsqu'il sont en couple avec une personne avec une AAH, les personnes ayant l'AAH ayant le droit, mais pas l'obligation, d'avoir des rendez-vous avec un(e) assistant(e) social.

### Déconjugalisation
Précédemment à 2023, une conjugalisation existait également pour les personnes handicapées en couple avec une personne ayant un salaire. Le versement de l'AAH était suspendu en totalité, et la personne handicapée était intégralement à la charge de son conjoint. Cependant la conjugalisation perdure pour les personnes handicapées en couple avec une personne éligible au RSA, et le montant de l'AAH reste le même que si la personne handicapée était célibataire.

## Aides après l'âge de départ à la retraite
L'AAH peut être versée au-delà de l'âge de départ à la retraite, si la pension ou l'avantage vieillesse n'est pas effectivement perçue dès que la personne pouvait en bénéficier et ce jusqu'à régularisation. Ce versement n'est qu'une avance afin d'éviter une interruption dans les ressources de la personne handicapée ; l'organisme payeur est subrogé dans les droits du bénéficiaire afin d'obtenir le remboursement de l'AAH versée au-delà de la date d'attribution de la pension vieillesse.
Si l'incapacité permanente est supérieure ou égale à 80%, une allocation différentielle d'AAH peut être versée si la pension est inférieure au montant de l'AAH afin de maintenir un niveau de revenu au moins équivalent au montant de l'AAH si le montant de la retraite ou la pension y est inférieure.

## Aides dans les pays étrangers
Il existe généralement des mesures de soutien financier comme en France, ce qui permet à la personne handicapée de prétendre à un revenu minimum pour qu'elle puisse vivre décemment. Elles varient d'un pays à l'autre mais la condition principale est toujours le taux d'incapacité.

### Pays européens
Le Conseil de l'Europe a établi en 1961 une convention intitulée la  « Charte sociale européenne », elle a été révisée en 1996. Chaque pays signataire s'engage à maintenir l'autonomie des personnes handicapées, à lutter contre leur exclusion et à veiller sur leur intégration sociale.

#### Allemagne
Il n'existe pas de revenu minimum garanti, pas de pension ; il y a une aide sociale pour tous, handicapé ou non, elle sera plus importante si les revenus sont bas voire inexistants.

#### Belgique
L'allocation est pratiquement identique au système français et elle est octroyée par le Service public fédéral de la Sécurité sociale. L'aide financière est ouverte dès 21 ans et jusqu'à 65 ans et le taux d'incapacité doit être égal ou supérieur à 30 %, 50 %, 75 % ou 100 %. La personne doit être domiciliée en Belgique et doit avoir une nationalité européenne. Des avantages en matière de transport sont accordés aux personnes handicapées par les différents organismes de transport (SNCB, TEC, De LIJN, STIB) pour les personnes handicapées qui ont un taux égal à 75 %. La carte de stationnement est délivrée par la sécurité sociale belge, Direction générale Personnes handicapées. Le montant de l'allocation est de 1 071 euros. La demande d’allocation doit être introduite auprès du bourgmestre de la commune où la personne handicapée est inscrite au registre de la population ou au registre des étrangers.

#### Espagne
En Espagne, le fait d'être handicapé justifie l'attribution d'une aide financière spécifique. Cette aide est accordée à partir d'un certain niveau de handicap, en général mesuré par le taux d'incapacité. Elle se compose d'une allocation principale, destinée à assurer un revenu minimal et, le cas échéant, d'allocations compensatrices (pour tierce personne, pour frais de transport...).

#### Italie
La pension n'est versée qu'aux handicapés inaptes au travail ou bien percevant un très faible revenu d'activité pour leur garantir le revenu minimum. L'état compte sur la solidarité des familles et des collectivités.

#### Luxembourg
L'allocation au Grand-Duché de Luxembourg est appelée le revenu pour personnes handicapées. L'aide financière est ouverte dès 18 ans et jusqu'à 65 ans. Avant 18 ans l'allocation fait partie des allocations familiales pour la famille de l'enfant handicapé ou malade. Il faut présenter une diminution de capacité de travail de 30 % au moins par suite d’une déficience physique, mentale, sensorielle ou psychique et/ou en raison de difficultés psychosociales. Une condition de résidence légale : avoir l’autorisation de résider sur le territoire du Grand-Duché, y être domicilié et, pour les ressortissants qui ne font pas partie de l'Union européenne, y avoir résidé légalement pendant cinq ans au moins au cours des vingt dernières années. Le montant brut du revenu pour personnes handicapées correspond à 1 352 euros.

#### Norvège
Pour pouvoir prétendre à la pension de base, il faut avoir entre 18 et 67 ans, âge légal du départ à la retraite, habiter et travailler depuis au moins trois ans en Norvège avant le début du handicap et être reconnu handicapé avec un taux supérieur ou égal à 50 % par l'assurance nationale. Au 1er mai 2019, le montant de base de la pension du handicap annuel est fixé à 99 858 couronnes norvégiennes (NOK), équivalent à 918 euros mensuels.

#### Royaume-Uni
La pension n'est versée qu'aux personnes handicapées inaptes au travail.

#### Suède
L'aide financière est ouverte dès 16 ans et jusqu'à 65 ans et le taux d'incapacité doit être égal ou supérieur à 25 %, 50 %, 75 % ou 100 %. La pension peut être cumulée avec des revenus d'activité (56 % des adultes handicapés travaillent), et les taux sont différents selon la hauteur du handicap. 

Après 65 ans, l'âge légal de la retraite, la personne perçoit une pension de retraite financée par l'état et les employeurs.

### Canada
Il faut avoir cotisé au régime de pensions du Canada (RPC) pendant quatre ans au cours des six dernières années pour être admissible à la prestation d'invalidité du régime de pensions du Canada. Si la personne n'a pas assez cotisé, elle n'a pas droit à une aide financière. À 65 ans, âge légal de la retraite, la prestation d’invalidité est automatiquement remplacée par une pension de retraite. Les personnes qui n’ont jamais travaillé ou insuffisamment pour avoir droit à une pension d’invalidité, n’ont droit qu’à l’aide sociale de leur province et non celle de l'état.

#### Québec
Le régime de rentes du Québec est un régime d'assurance public et obligatoire. Il offre aux personnes qui travaillent ou dans l'incapacité de travailler au Québec une protection financière en cas d'invalidité ou de maladie handicapante. Le régime de rentes du Québec est financé par les cotisations des travailleurs et des employeurs du Québec. Ces cotisations sont perçues par l'agence du revenu du Québec et sont gérées par la Caisse de dépôt et placement du Québec. Il faut être atteint d'une invalidité grave et permanente reconnue par l'équipe de l'évaluation médicale de la Régie, être âgé de 21 ans et avoir moins de 65 ans. Elle est renouvelable tous les quatre ans. Pour l'année 2011, le versement mensuel peut atteindre 1 153,34 dollars par mois. Cette somme est composée d'un montant de 433,34 dollars identique pour tous les bénéficiaires et d'un montant qui varie en fonction des revenus de travail inscrits au nom du cotisant au régime de rentes du Québec.